# 帕松枫丹
帕松方丹（法語：Passonfontaine，法語發音：[pasɔ̃fɔ̃tɛn]）是法国杜省的一个市镇，位于该省中部偏南，属于蓬塔利耶区。

## 地理
帕松方丹（47°6'28"N, 6°25'8"E）面积19.49 平方千米，位于法国勃艮第-弗朗什-孔泰大區杜省，该省份为法国东部内陆省份，北起上索恩省，西接汝拉省，东部及东南部与瑞士接壤，东北部与贝尔福地区省接壤。
与帕松方丹接壤的市镇（或旧市镇、城区）包括：埃普努瓦、阿尔克苏西孔、阿武德雷、隆日迈松、莱普勒米耶萨潘。
帕松方丹的时区为UTC+01:00、UTC+02:00（夏令时）。

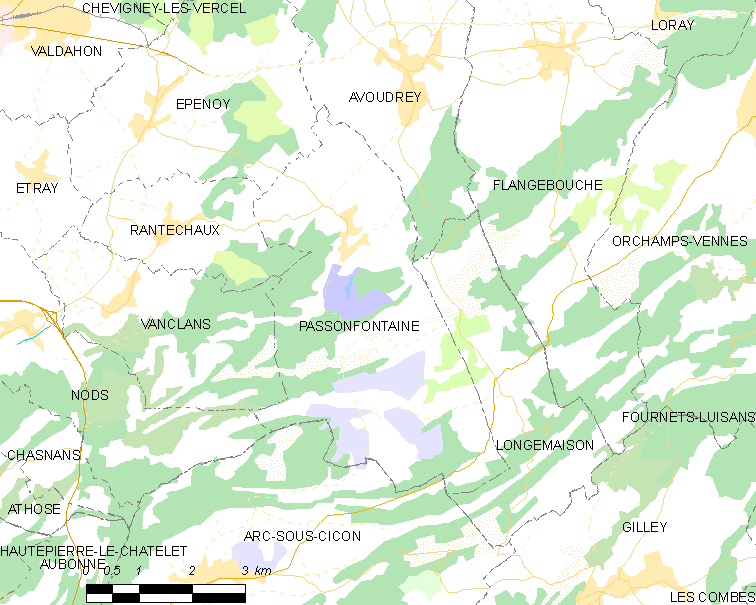
帕松方丹的OSM定位图

## 行政
帕松方丹的邮政编码为25690，INSEE市镇编码为25447。

## 政治
帕松方丹所属的省级选区为瓦尔达翁县。

## 人口

1962-2008年间帕松方丹人口变化图示

帕松方丹于2022年1月1日时的人口数量为334人。